# Haliophasma mjoelniri
Haliophasma mjoelniri is een pissebed uit de familie Anthuridae. De wetenschappelijke naam van de soort is voor het eerst geldig gepubliceerd in 1997 door Negoescu & Svavarsson.